# Skynet (satélite)
O Skynet é uma série de satélites britânicos para uso militar. Atualmente operados pela Paradigm Secure Communications em nome do Ministério da Defesa do Reino Unido, que proporciona serviços de comunicação estratégicos aos três ramas das Forças Armadas Britânicas e a as forças da OTAN que participam de tarefas da coalizão.

## Satélites
| Satélite  | Fabricante                                  | Data do lançamento      | Veículo de lançamento | Estado    |
| --------- | ------------------------------------------- | ----------------------- | --------------------- | --------- |
| Skynet 1A | Philco Ford                                 | 22 de novembro de 1969  | Delta M               | Inativo   |
| Skynet 1B | Philco Ford                                 | 19 de agosto de 1970    | Delta M               | Fracassou |
| Skynet 2A | Marconi Space and Defense Systems           | 18 de janeiro de 1974   | Delta 2313            | Fracassou |
| Skynet 2B | Marconi Space and Defense Systems           | 23 de novembro de 1974  | Delta 2313            | Inativo   |
| Skynet 4A | British Aerospace                           | 1 de janeiro de 1990    | Commercial Titan III  | Inativo   |
| Skynet 4B | British Aerospace                           | 11 de dezembro de 1988  | Ariane 44LP           | Inativo   |
| Skynet 4C | British Aerospace                           | 30 de agosto de 1990    | Ariane 44LP           | Inativo   |
| Skynet 4D | Matra Marconi Space                         | 9 de janeiro de 1998    | Delta 7925            | Ativo     |
| Skynet 4E | Matra Marconi Space                         | 26 de fevereiro de 1999 | Ariane 44L            | Ativo     |
| Skynet 4F | Astrium                                     | 7 de fevereiro de 2001  | Ariane 44L            | Ativo     |
| Skynet 5A | EADS Astrium Paradigm Secure Communications | 11 de março de 2007     | Ariane 5 ECA          | Ativo     |
| Skynet 5B | EADS Astrium Paradigm Secure Communications | 14 de novembro de 2007  | Ariane 5 ECA          | Ativo     |
| Skynet 5C | EADS Astrium Paradigm Secure Communications | 12 de junho de 2008     | Ariane 5 ECA          | Ativo     |
| Skynet 5D | EADS Astrium Paradigm Secure Communications | 19 de dezembro de 2012  | Ariane 5 ECA          | Ativo     |